# Chrysanthellinae
 Chrysanthellinae  Ryding & K.Bremer, 1992 è una sottotribù di piante angiosperme dicotiledoni della famiglia delle Asteraceae (sottofamiglia Asteroideae e tribù Coreopsideae).

## Etimologia
Il nome della sottotribù deriva dal suo genere più importante Chrysanthellum la cui etimologia è un diminutivo di "chrysanthum" che a sua volta deriva da due parole greche: "chrysos" (= oro), e "anthos" (= fiore).
Il nome scientifico di Chrysanthellinae è stato definito per la prima volta dai botanici contemporanei Per Olof Ryding (1951-) e Kaare Bremer (1948-) nella pubblicazione "Systematic Botany; Quarterly Journal of the American Society of Plant Taxonomists - 17(4): 650. 1992" del 1992.

## Descrizione

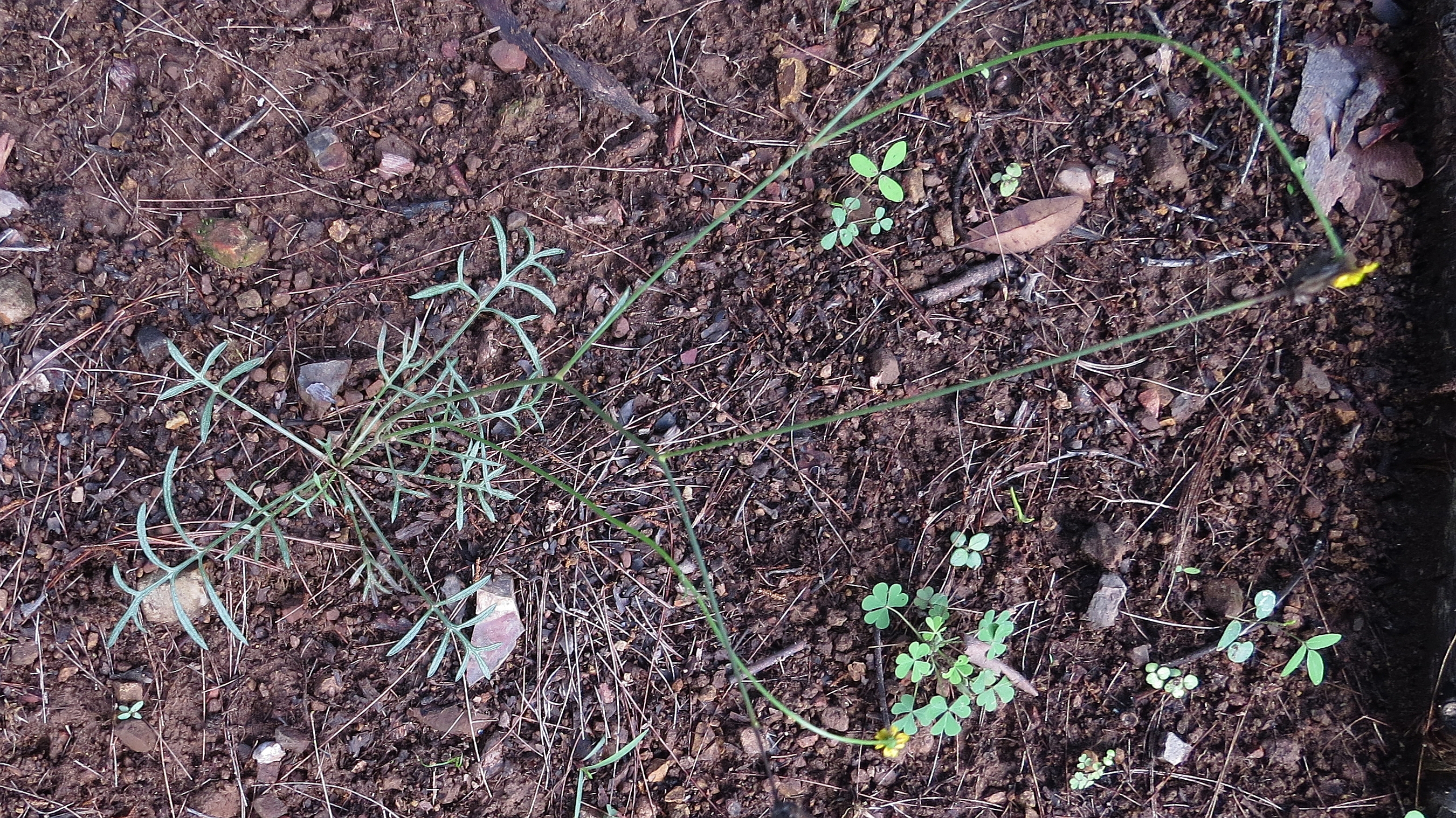
Il portamento
Glossocardia bidens

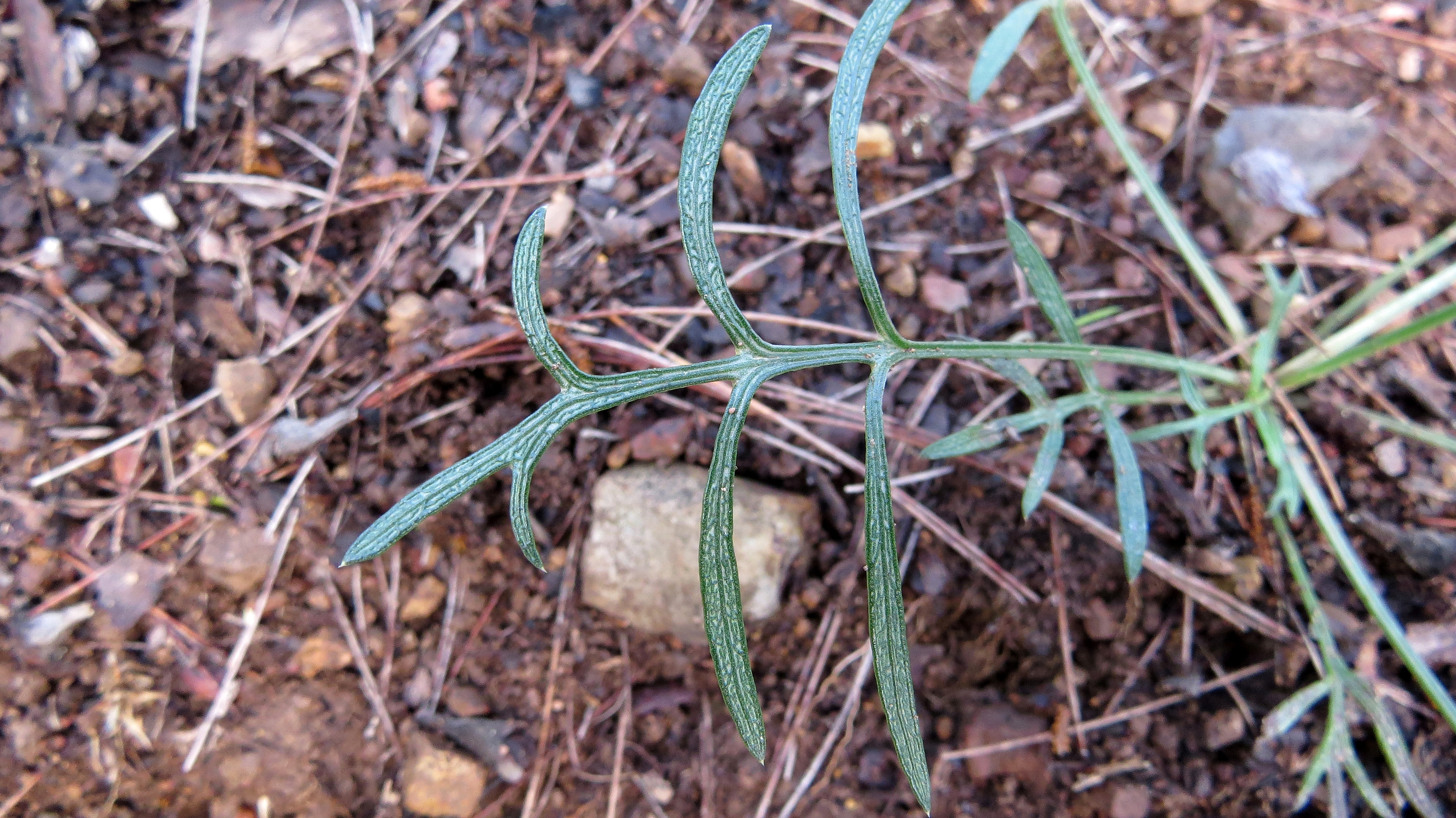
Le foglie
Glossocardia bidens

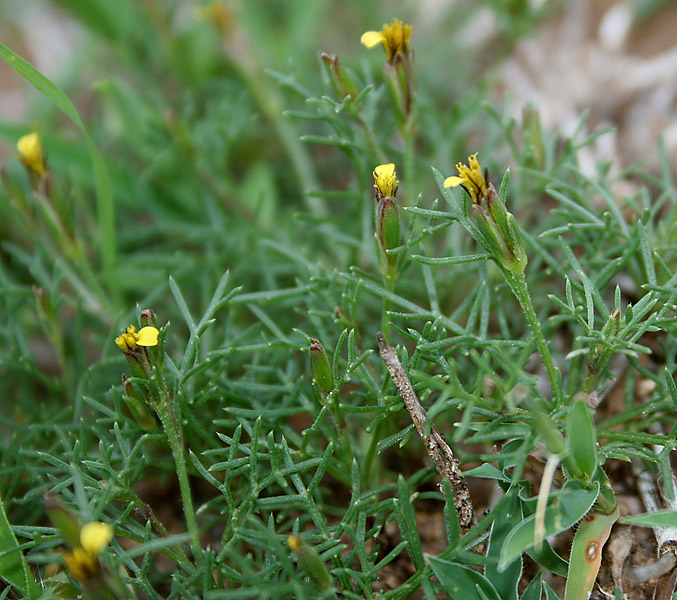
Infiorescenza
Glossocardia bosvallia

Portamento. Le piante di questa sottotribù hanno un habitus erbaceo con ciclo biologico annuale o perenne. Raramente sono sub-arbusti.
Fusto. La parte aerea in è eretta, semplice o ramosa. Può essere prostrata.
Foglie. Le foglie lungo il caule hanno una disposizione alternata. Quelle inferiori qualche volta formano una rosetta basale. La lamina è intera o sezionata (1-2- pennatifida).
Infiorescenza. Le sinflorescenze sono formate sia da capolini terminali, solitari e per lo più con lunghi peduncoli, e quindi in apparenza scapose, ma anche di tipo panicolato, aperte e cimose. Le infiorescenze vere e proprie sono composte da un capolino terminale peduncolato generalmente di tipo radiato, raramente discoide, con fiori eterogami. I capolini sono formati da un involucro, con forme emisferiche o campanulate, composto da diverse brattee al cui interno un ricettacolo fa da base ai fiori di due tipi: fiori del raggio e fiori del disco. Le brattee sono persistenti sono dimorfe, hanno dimensioni scalate e sono disposte su 2-5 serie. Quelle esterne si presentano erbacee, quelle più interne sono più piccole, erette e scariose. Il ricettacolo è provvisto di pagliette a protezione della base di fiori.
Fiori.  I fiori sono tetra-ciclici (formati cioè da 4 verticilli: calice – corolla – androceo – gineceo) e pentameri (calice e corolla formati da 5 elementi). Si distinguono in:
- fiori del raggio (esterni): sono femminili (fertili o sterili) e sono disposti su una o più serie; la forma è ligulata (zigomorfa);
- fiori del disco (centrali): hanno forme brevemente tubulose (attinomorfe); sono ermafroditi o funzionalmente staminali.

- Formula fiorale:

*/x K {\displaystyle \infty }, [C (5), A (5)], G 2 (infero), achenio 
- Calice: i sepali del calice sono ridotti ad una coroncina di squame.

- Corolla:

- fiori del raggio: hanno le corolle atrofizzate, altrimenti le ligule sono bilobate o trilobate e sono colorate di giallo o porpora;
- fiori del disco: la forma è tubulare bruscamente divaricata in 5 lobi (corolle pentamere, qualche volta tetramere); i lobi, patenti o eretti, hanno una forma deltata o più o meno lanceolata; il tubo è breve o di lunghezza uguale alla gola; il colore è giallo, giallo-arancio.

- Androceo: l'androceo è formato da 5 stami sorretti da filamenti generalmente liberi; gli stami sono connati e formano un manicotto circondante lo stilo.[12] Le appendici delle antere hanno delle forme ovate, glabre con o senza canali resinosi. Il colore delle antere varia da giallo a marrone. Il tessuto endoteciale (rivestimento interno dell'antera) è quasi sempre polarizzato (con due superfici distinte: una verso l'esterno e una verso l'interno). Il polline è sferico con un diametro medio di circa 25 micron;  è tricolporato (con tre aperture sia di tipo a fessura che tipo isodiametrica o poro) ed è echinato (con punte sporgenti).

- Gineceo: l'ovario è infero uniloculare formato da 2 carpelli.[12] I bracci dello stilo (gli stigmi) sono cilindrici e assottigliati all'apice, la loro lunghezza coincide con la lunghezza delle aree stigmatiche.

Frutti. I frutti sono degli acheni con pappo. Gli acheni dei fiori del raggio hanno delle forme a spirale o sono dritti, incavati o fusiformi, qualche volta strettamente ob-conici. Gli acheni dei fiori del disco sono ob-compressi (raramente compressi), quadrati, dritti o qualche volta concavi. Il pappo è formato da 2 – 4 barbe lisce oppure scabre; a volte il pappo è anche assente.

## Biologia
Impollinazione: l'impollinazione avviene tramite insetti (impollinazione entomogama tramite farfalle diurne e notturne).

Riproduzione: la fecondazione avviene fondamentalmente tramite l'impollinazione dei fiori (vedi sopra).

Dispersione: i semi (gli acheni) cadendo a terra sono successivamente dispersi soprattutto da insetti tipo formiche (disseminazione mirmecoria). In questo tipo di piante avviene anche un altro tipo di dispersione: zoocoria. Infatti gli uncini delle brattee dell'involucro (se presenti) si agganciano ai peli degli animali di passaggio disperdendo così anche su lunghe distanze i semi della pianta. Inoltre per merito del pappo (se presente) il vento può trasportare i semi anche a distanza di alcuni chilometri (disseminazione anemocora).

## Distribuzione e habitat
La distribuzione è soprattutto relativa all'emisfero australe.

## Sistematica
La famiglia di appartenenza di questa voce (Asteraceae o Compositae, nomen conservandum) probabilmente originaria del Sud America, è la più numerosa del mondo vegetale, comprende oltre 23.000 specie distribuite su 1.535 generi, oppure 22.750 specie e 1.530 generi secondo altre fonti (una delle checklist più aggiornata elenca fino a 1.679 generi). La famiglia attualmente (2021) è divisa in 16 sottofamiglie; la sottofamiglia Asteroideae è una di queste e rappresenta l'evoluzione più recente di tutta la famiglia.

### Filogenesi
La tribù di questa voce (Coreopsideae) è una delle 21 tribù della sottofamiglia Asteroideae). Da un punto di vista filogenetico, Coreopsideae, all'interno della sottofamiglia, fa parte del gruppo "Helianthodae Alliance" (o anche “Helianthodae-Phytomelanic cipsela clade”) caratterizzato dalla presenza nella cipsela/achenio di uno strato di fitomelanina. Le Coreopsideae sono caratterizzate da foglie a disposizione opposta, dagli acheni con uno strato di fitomelanina nel pericarpo e un pappo formato formato da poche scaglie.
Chrysanthellinae occupa una posizione vicina al "core" della tribù ed è un “gruppo fratello” ad alcuni generi della sottotribù Coreopsidinae (Coreopsis - Henricksonia). Chrysanthellinae è un gruppo monofiletico fortemente supportato. Prima ancora delle analisi filogenetiche la sottotribù di questa voce veniva considerata un "gruppo naturale" in base all'unificante caratteristica della "sindrome di Kranz (C4 fotosintesi)".
Il cladogramma a lato basato su alcune specie del gruppo dimostra la posizione filogenetica dei generi.
|  | Chrysanthellum                                             |
|  |                                                            |
|  | \| \| Glossocardia \| \| \| \| \| \| Isostigma \| \| \| \| |
|  |                                                            |
|  | Glossocardia                                               |
|  |                                                            |
|  | Isostigma                                                  |
|  |                                                            |

|  | Glossocardia |
|  |              |
|  | Isostigma    |
|  |              |

I caratteri distintivi delle specie di questa sottotribù sono:
- la disposizione delle foglie è alternata;
- i bracci stigmatici hanno dei prominenti penicilli;
- le piante hanno la "sindrome di Kranz (C4 fotosintesi)".

Il numero cromosomico delle specie di questa sottotribù varia da 2n = 16 a 2n = 24.

### Composizione della sottotribù
La sottotribù Chrysanthellinae comprende 5 generi e 43 specie.
| Genere                               | N. specie                                        | Distribuzione                                | Caratteri più significativi | Fiori |
| ------------------------------------ | ------------------------------------------------ | -------------------------------------------- | --- | ----- |
| Chrysanthellum Rich., 1807           | 14                                               | Zone pantropicali in America, Africa e India | Le piante hanno un ciclo biologico annuale, se sono perenni allora formano delle strette e legnose radici, ma non bulbose alla base. - I fiori del raggio all'apice sono bifidi.                        |       |
| Diodontium F.Muell., 1857            | Una specie: Diodontium filifolium F.Muell., 1857 | Australia                                    | Il ricettacolo dei capolini è privo di pagliette. - Il pappo dell'achenio è formato da 2 barbe. |       |
| Glossocardia Cass., 1817             | 13                                               | Africa, Asia orientale (e India) e Australia | Le ligule dei fiori del raggio sono trifide. - I tubi delle corolle dei fiori del disco sono lunghi come le gole.                                                                                       |       |
| Isostigma Less., 1831                | 13                                               | America meridionale                          | Le appendici delle antere possiedono dei prominenti canali resinosi. - I capolini sono solitari con lunghi peduncoli. - Le corolle sono profondamente porporine o giallo-porporino, qualche volta rosa. |       |
| Trioncinia (F.Muell.) Veldkamp, 1991 | 2                                                | Australia nord-occidentale                   | Le antere sono prive di canali resinosi. - Il pappo dell'achenio è formato da 3 - 4 barbe. |       |

Nota: il genere Eryngiophyllum, tradizionalmente descritto all'interno di questo gruppo, attualmente è considerato un sinonimo di Chrysanthellum.

### Chiave per i generi
Per meglio comprendere ed individuare i vari generi della sottotribù l'elenco seguente utilizza il sistema delle chiavi analitiche:
- 1A: le appendici delle antere possiedono dei prominenti canali resinosi; i capolini sono solitari con lunghi peduncoli; le corolle sono profondamente porporine o giallo-porporino, qualche volta rosa; la distribuzione di queste piante è relativa al Sud America;

genere Isostigma
- 1B: le appendici delle antere sono prive di canali resinosi (oppure sono molto ridotti); le corolle sono gialle, bianche, rosa o porpora; la distribuzione di queste piante è relativa al Nord America e all'Oceania (e zone paleo tropicali), se si trovano in Sud America allora le corolle sono gialle con capolini scaposi; 
  - 2A: il pappo dell'achenio è formato da 3 - 4 barbe;

genere Trioncinia
- 2B: il pappo dell'achenio è formato da 2 barbe o è assente;

- 3A: il ricettacolo dei capolini è privo di pagliette;

genere Diodontium
- 3B: il ricettacolo dei capolini è provvisto di pagliette;

- 4A: le ligule dei fiori del raggio sono provviste di apici bifidi; i tubi delle corolle dei fiori del disco sono più corti delle gole;

- 5A: le piante hanno un ciclo biologico perenne e sono legnose con radici bulbose alla base;

genere Chrysanthellum (ex. sezione Eryngiophyllum).
- 5B: le piante hanno un ciclo biologico annuale, se sono perenni allora formano delle strette e legnose radici, ma non bulbose alla base;

genere Chrysanthellum (esclusa sezione Eryngiophyllum).
- 4B: le ligule dei fiori del raggio sono provviste di apici trifidi; i tubi delle corolle dei fiori del disco sono lunghi come le gole;

genere Glossocardia.